# Слободан Маруновић
Слободан Маруновић (рођен је 4. јула 1957. године у Мојковцу, Црна Гора) глумац је Црногорског народног позоришта. Основну школу и Гимназију завршио је у Даниловграду а српско-хрватски језик и књижевност студирао у Никшићу и Београду. У својој каријери, остварио је велики број улога у позоришту, на филму и телевизији.

## Позоришне представе
У матичном Црногорском народном позоришту, чији је члан од 1982. године, Краљевском позоришту Зетски дом, Граду театру, Барском љетопису, Никшићком позоришту, играо је у сљедећим представама:
| Представа                     | Улога            | Режија              |
| ----------------------------- | ---------------- | ------------------- |
| Преступна година              | Дамјан           | Благота Ераковић    |
| Робеспјер                     | Генерал Арно     | Благота Ераковић    |
| Звезда на челу народа         | Јован            | Горан Булајић       |
| Велики бриљантни валцер       | Велики инспектор | Никола Вавић        |
| Др Вукашин Марковић           | Атаман           | Слободан Милатовић  |
| Потоња ура Његосева           | Његош            | Благота Ераковић    |
| Одбрана и последњи дани       | Доктор емигрант  | Бранислав Мићуновић |
| Јеси ли то дошо да ме видиш   | Петрашин         | Благота Ераковић    |
| Господска крв                 | Пушеља           | Бранислав Мићуновић |
| Тетовиране душе               | Тетовирач        | Бранко Ставрев      |
| Дани мржње                    | Борко Горичић    | Никола Вавић        |
| Лажни цар Шћепан мали         | Монах            | Благота Ераковић    |
| Тартиф                        | Валер            | Јагош Марковић      |
| Догађаји у магарчевој сјенци  | Комнен           | Бранислав Мићуновић |
| Писац породицне историје      | Мирко            | Горан Булајић       |
| Егзекутори                    | Гас              | Гојко Челебић       |
| Аз Макарије                   | Макарије         | Благота Ераковић    |
| Принцеза Ксенија од Црне Горе | Вукмановић       | Радмила Војводић    |
| Како се ко роди               | Јанко            | Благота Ераковић    |
| Марко Миљанов                 | Љуба Ковачевић   | Благота Ераковић    |
| Удадба                        | Крсто            | Благота Ераковић    |
| Јаков грли трње               | Мојсије          | Благота Ераковић    |
| Сан о светом Петру цетињском  | Крсто            | Бранислав Мићуновић |
| Данило                        | Ђорђије Петровић | Радмила Војводић    |
| Сан љетње ноћи                | Егеј             | Паоло Мађели        |
| Ревизор                       | Бобчински        | Вељко Мићуновић     |
| Горски вијенац                | Владика Данило   | Благота Ераковић    |
| Балканска царица              | Станко           | Чедо Драговић       |
| Горски вијенац                | Вук Мићуновић    | Дијего де Бреа      |
| Хасанагиница                  | Суљо             | Бранислав Мићуновић |
| Исповијед Крста Зрнова        | Крсто Попивић    | Благота Ераковић    |
| Пећина и голгота војводе Анта | Новинар          | Благота Ераковић    |
| Двије кристалне чаше          | Жан Пјер Лингер  | Благота Ераковић    |
| Отело                         | Брабанцио        | Вељко Мићуновић     |
| Срчана кап                    | Васиљ            | Благота Ераковић    |
| Краљ умире                    | Краљ Беранже     | Благота Ераковић    |
| Демон                         | Љермонтов        | Драган Благојевић   |
| Људи сјенке                   | Лесо Ивановић    | Слободан Маруновић  |
| Избори                        | Петар II         | Слободан Милатовић  |
| Поссиа Монтенегрина           | Рапсод           | Слободан Маруновић  |

## Гостовања и фестивали
Са представама гостовао је на сценама широм свијета: Париз, Њујорк, Рим, Беч, Цирих, Лондон, Москва, Београд, Загреб, Сарајево, Љубљана, Стокхолм, Ташкент, Самарканд, Торонто, Монтреал, Халифакс, Чикаго, Детроит, Сан Франциско, Лос Анђелес, Сан Педро, Мелбурн, Перт, Сиднеј, Атина, Келн, Штутгарт, Карлсруе, Кастрома... Монодраму Потоња ура Његошева по тексту Слободана Томовића, чија је премијера била 19. маја 1988. године у Црногорском народном позоришту, извео је до сада преко 1500 пута у разним градовима и земљама на свим свјетским континентима.
Учествовао са разним представама на многим домаћим и међународним фестивалима широм региона и свијета: Стеријино позорје у Новом Саду, МЕС у Сарајеву, Еџпонто у Љубљани, Дани Гавеле у Загребу, Златни витез у Москви, Фестивал монодраме и пантомиме у Земуну, Свјетски фестивал позоришта ETS-WEST у Ташкентu, Узбекистан итд.

## Домаћи филмови
| Година | Назив                         | Филм/Серија | Режија                                           |
| ------ | ----------------------------- | ----------- | ------------------------------------------------ |
| 1983.  | Вук Караџић                   | ТВ Серија   | Ђорђе Кадијевић                                  |
| 1985.  | Отац ратник                   | Филм        | Живко Никоилић                                   |
| 1989.  | Старе границе очевог имања    | Филм        | Мили Милашевиц                                   |
| 1996.  | Потоња ура Његошева           | Филм        | Благота Ераковић                                 |
| 1997.  | Аз Макарије                   | Филм        | Милан Билбија                                    |
| 1999.  | У име оца и сина              | Филм        | Бота Николић                                     |
| 1999.  | Марко Миљанов                 | Филм        | Благота Ераковић                                 |
| 2000.  | Принцеза Ксенија од Црне Горе | Филм        | Радмила Војводић                                 |
| 2001.  | Пријемни испит                | Филм        | Драшко Ђуровић                                   |
| 2005.  | Исповијед Крста Зрнова        | Филм        | Благота Ераковић                                 |
| 2009.  | Љубав, ожиљци                 | Филм        | И. Ћетковћ, Б. Милатовић, М. Вујачић, М. Пушоњић |
| 2009.  | Висина                        | Филм        | Сенад Шахмановић                                 |
| 2009.  | Мора љубави                   | Филм        | Ђорђе Мировић                                    |

## Страни филмови
| Година | Назив                                  | Режија          | Продукција  |
| ------ | -------------------------------------- | --------------- | ----------- |
| 2005.  | Роте Зора                              | Петер Кахане    | Њемачка     |
| 2005.  | Позив                                  | Виктор Сергејев | Русија      |
| 2006.  | Гроф Монтенегро                        | Марина Мигунова | Русија      |
| 2007.  | Малтешки крст                          | Игор Глински    | Русија      |
| 2008.  | Човјек који је хтио да живи свој зивот | Ерик Латриго    | Француска   |
| 2009.  | Роад килл                              | Џон Стоквел     | САД/Холивуд |

## Поезија
Објавио је пет издања (компакт дискова) поезије.
| Назив                       | Писци                                                   |
| --------------------------- | ------------------------------------------------------- |
| Потоња ура Његошева         | Слободан Томовић                                        |
| Поессиа Монтенегрина        | Избор из црногорске поезије (са Слободаном Ковачевићем) |
| Овидије са Ибра             | Мирослав Ђуровић                                        |
| Док сањах о теби Ана Марија | Данило Ломпар                                           |
| Празнина                    | Миро Божовић                                            |

За ТВ Црне Горе снимио је преко 20 емисија „Живот књиге“ у којима је у играној форми говорио стихове црногорских пјесника.

## Режија
Режирао је преко двадест представа са студентским, алтернативним и ад хоц позоришним групама у Подгорици, Бару, Бијелом Пољу, Цетињу и Даниловграду.

## Награде
| Година | Награда                                         | Фестивал                                                              |
| ------ | ----------------------------------------------- | --------------------------------------------------------------------- |
| 1977.  | Златна маска                                    | Фестивал фестивала СФРЈ, Требиње, БИХ                                 |
| 1979.  | Горанова награда                                | Гораново прољеће, Загреб, Хрватска                                    |
| 1988.  | Повеља града Детроита                           | Детроит, Сједињене Америчке Државе                                    |
| 1989.  | Сребрна колајна                                 | Фестивал монодраме и пантомиме, Земун, Србија                         |
| 1996.  | Награда Ослобођења Подгорице 19 децембар        | Подгорица, Црна Гора                                                  |
| 1997.  | Награда жирија за улогу Његоша                  | Југословенски фестивал, Мојковачка филмска јесен, Мојковац, Црна Гора |
| 1999.  | Гран при за партнерску игру са Мишом Јанкетићем | Међународни фестивал глумца, Никшић, Црна Гора                        |

## Приватни живот
Ожењен је Љиљаном Маруновић. Имају кћер Анђелу и синове Благоту и Данила. 
Учествовао је у планинарским походима на Олимп у Грчкој, Рила у Бугарској, Фелдберг у Њемачкој, Матерхорн у Швајцарској, Мон Блан у Француској и на нашим планинама. Колекционар је књига, слика и скулптура.